# Ювеналий (Поярков)
Митрополи́т Ювена́лий (в миру — Влади́мир Кири́ллович Поя́рков; род. 22 сентября 1935, Ярославль) — епископ Русской православной церкви на покое. С 11 июня 1977 по 15 апреля 2021 — митрополит Крутицкий и Коломенский, патриарший наместник Московской епархии (Московская митрополия РПЦ). В 1972—2021 годах — постоянный член Священного синода РПЦ. Полный кавалер ордена «За заслуги перед Отечеством».
15 апреля 2021 года почислен на покой согласно поданному прошению. Старейший по возрасту и по дате хиротонии архиерей в Русской православной церкви.

## Детство и образование
Родился 22 сентября 1935 года в Ярославле в семье служащих. Родственники со стороны отца были старообрядцами.
С 1946 года состоял в числе прислуживающих в алтаре Ярославского кафедрального собора при ярославских архипастырях.
Окончил среднюю школу в Ярославле.
Религиозное воспитание осуществляла мать, бывшая духовной дочерью архиепископа Варлаама (Ряшенцева), которого она даже посещала в ссылке, затем Владимира Градусова (впоследствии архиепископа Ярославского).
После епископа Угличского Исаии (Ковалёва) его «постоянным духовным руководителем <…> до дня своей блаженной кончины» был, начиная со времени иеродиаконства, Никодим (Ротов). Митрополиту Никодиму же он относит своё назначение в 1972 году председателем ОВЦС: «Думаю, что и он был уверен в последующие годы в моей преданности Церкви, ибо после перенесённого им первого инфаркта в 1972 году рекомендовал меня в качестве своего преемника на пост председателя Отдела внешних церковных сношений».
В 1953 году поступил в Ленинградскую духовную семинарию, которую окончил по первому разряду.
В 1957 году поступил в Ленинградскую духовную академию.

## Монашество и хиротония
10 октября 1959 года в Иоанно-Богословском храме при Ленинградской духовной академии пострижен в монашество архимандритом Никодимом (Ротовым) с именем Ювеналий, в честь святителя Ювеналия, патриарха Иерусалимского.
4 ноября 1959 года митрополитом Ленинградским и Ладожским Питиримом (Свиридовым) рукоположён во иеродиакона. 1 января 1960 года епископом Лужским Алексием (Коноплёвым) рукоположён во иеромонаха.
Никодим (Ротов), ставший в июле 1960 года епископом и председателем Отдела внешних церковных сношений, перевёл иеромонаха Ювеналия в Москву, где тот окончил Московскую духовную академию (1961). Кандидатское сочинение «Внешние сношения Русской Православной Церкви с 1944 по 1970 годы» (утверждён в степени Ученым Советом МДА 4 июня 1961).
7 июля 1962 года за усердное служение церкви патриарх Алексий I наградил иеромонаха Ювеналия саном игумена с возложением креста с украшениями, а 14 июля правом ношения палицы.
С 21 февраля 1963 по 22 декабря 1964 года — начальник Русской духовной миссии в Иерусалиме (в период Апельсиновой сделки).

## Архиерейство

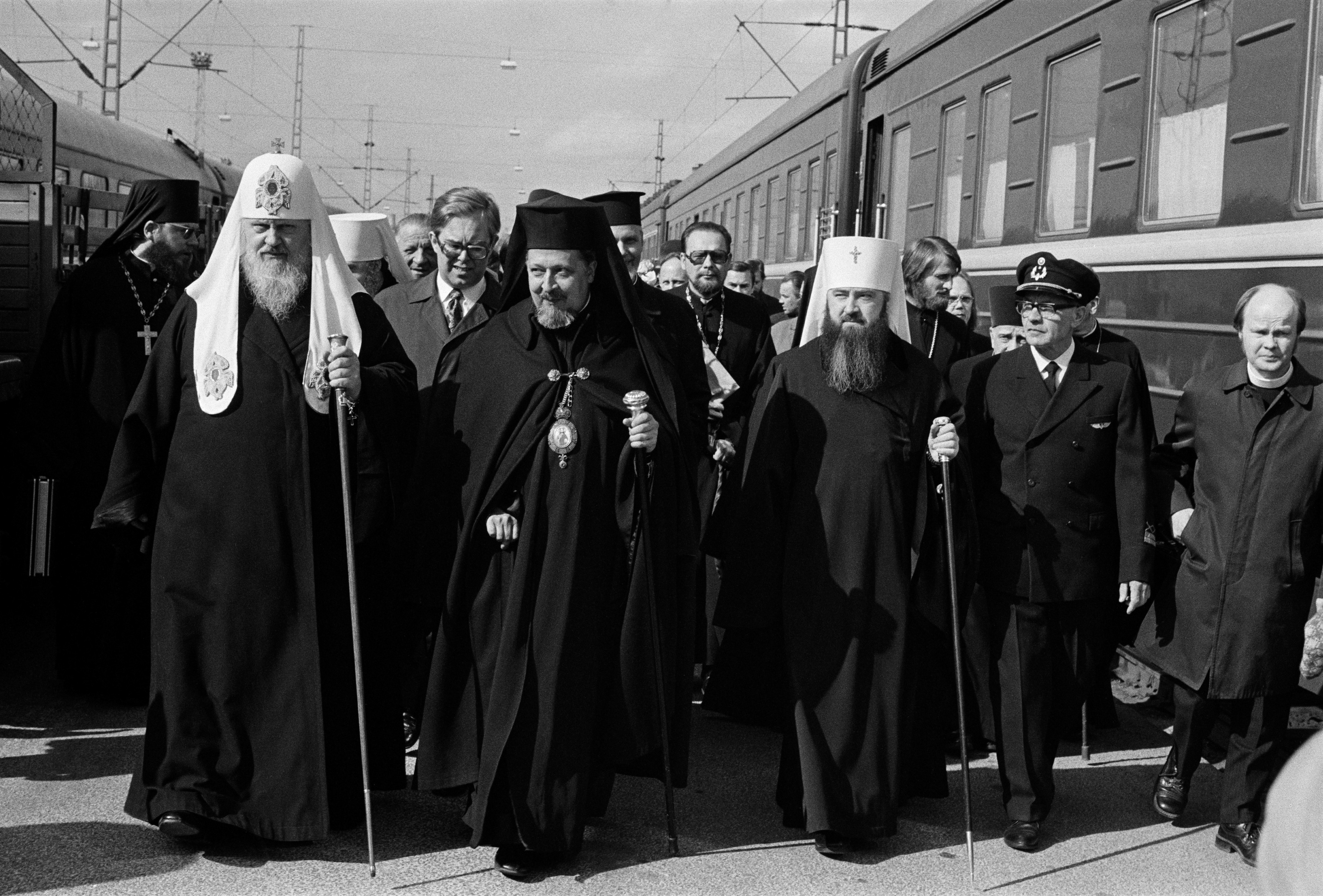
Митрополит Ювеналий (в центре) сопровождает патриарха Пимена в его визите в Финляндию, 1973 г.

25 ноября 1965 года решением патриарха Алексия I и Священного синода архимандриту Ювеналию определено быть епископом Зарайским, викарием Московской епархии с оставлением в должности заместителя председателя отдела внешних церковных сношений.
25 декабря 1965 года в Иоанно-Богословском храме Ленинградской духовной академии состоялось наречение, а 26 декабря в Троицком соборе Александро-Невской лавры — архиерейская хиротония. Чин хиротонии совершили: митрополит Ленинградский и Ладожский Никодим (Ротов), архиепископ Ярославский и Ростовский Сергий (Ларин), епископ Дмитровский Филарет (Денисенко), епископ Волоколамский Питирим (Нечаев), епископ Рязанский и Касимовский Борис (Скворцов), епископ Тихвинский Филарет (Вахромеев), епископ Тегельский Ионафан (Кополович).
20 марта 1969 года назначен епископом Тульским и Белёвским с оставлением в должности заместителя председателя отдела внешних церковных сношений.
18 июня 1971 года за усердные труды по проведению Поместного собора Русской православной церкви 30 мая — 2 июня 1971 года патриархом Пименом удостоен сана архиепископа.

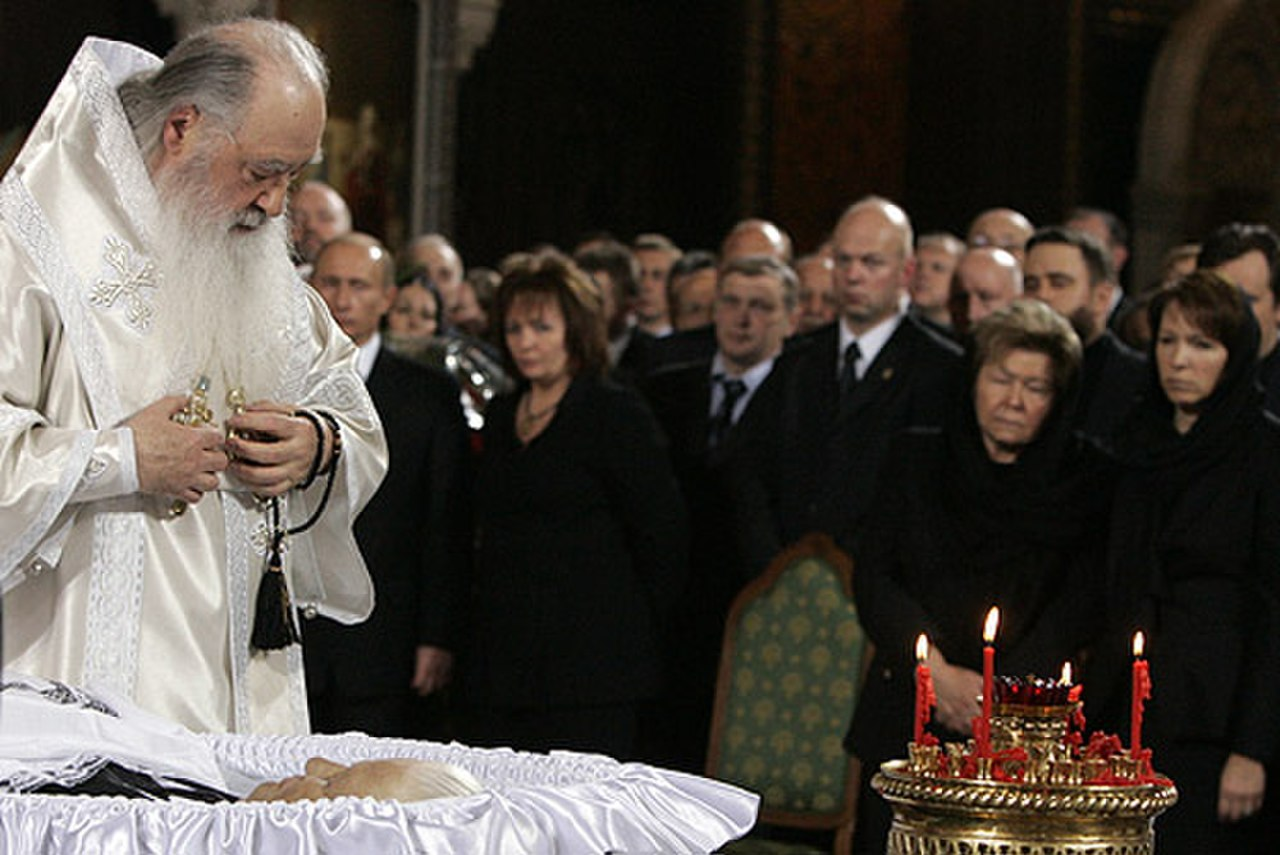
Митрополит Ювеналий на отпевании Бориса Ельцина. 2007 год

27 апреля 1972 года удостоен сана митрополита. 30 мая решением патриарха и Священного синода назначен председателем отдела внешних церковных сношений, постоянным членом Священного синода по должности.
16 апреля 1976 года в связи с празднованием 30-летия отдела внешних церковных сношений удостоен патриархом Пименом права ношения двух панагий.
11 июня 1977 года назначен митрополитом Крутицким и Коломенским, управляющим Московской епархией, её правящим архиереем (в границах Московской области, за исключением города Москвы), постоянным членом Священного синода по кафедре. С тех пор секретариат митрополита Ювеналия находится в Новодевичьем монастыре в Москве, где с 1964 года находится резиденция митрополитов Крутицких и Коломенских.
14 апреля 1981 года решением патриарха и Священного синода освобождён от руководства отделом внешних церковных сношений.
С 1989 года возглавлял Синодальную комиссию по канонизации.
19 августа 2002 года ему присвоено звание «Почётный гражданин города Коломны».
25 апреля 2007 года вместе с митрополитами Смоленским и Калининградским Кириллом и Калужским и Боровским Климентом совершил чин отпевания первого президента России Бориса Ельцина.
3 августа 2007 года возглавил делегацию Русской православной церкви на похоронах патриарха Румынского Феоктиста, а 21 марта 2008 года — на похоронах первоиерарха Русской православной церкви заграницей митрополита Лавра.
По кончине 3 мая 1990 года патриарха Пимена управлял Московской епархией до интронизации Алексия II, а по кончине 5 декабря 2008 года патриарха Алексия II, согласно Уставу РПЦ, управлял Московской епархией до интронизации патриарха Кирилла.

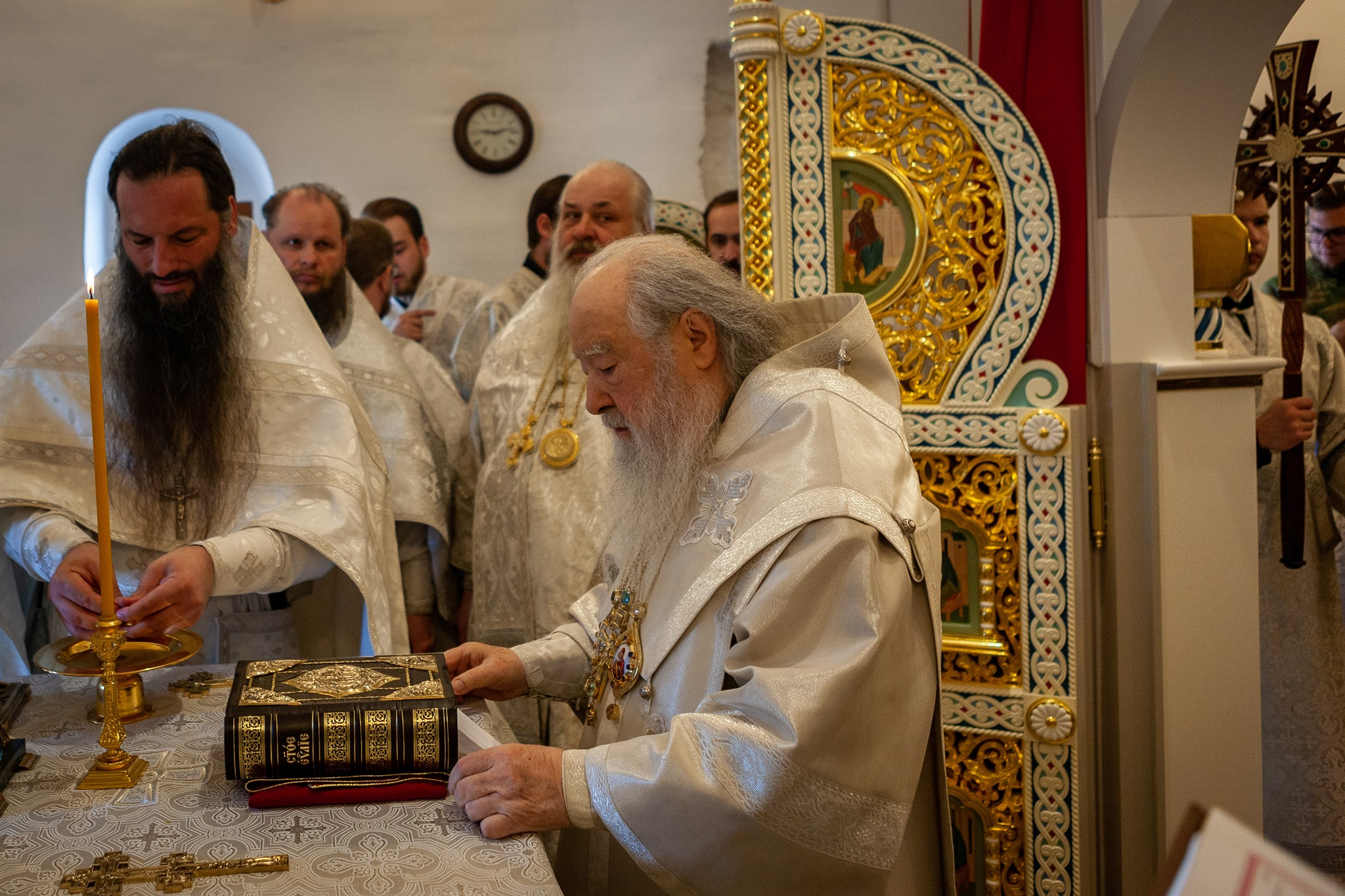
Митрополит Ювеналий за богослужением, 2019 г.

С 27 июля 2009 года член Межсоборного присутствия Русской православной церкви. 29 января 2010 года избран председателем комиссии Межсоборного присутствия Русской православной церкви по вопросам взаимодействия Церкви, государства и общества.
С 26 июля 2010 года — член Патриаршего совета по культуре. 10 октября 2010 года за заслуги перед Русской православной церковью и в связи с 75-летием со дня рождения удостоен высшей иерархической награды Русской православной церкви — права преднесения креста за богослужениями в пределах Московской областной епархии.
В 2014 году, совместно с губернатором Московской области А. Ю. Воробьёвым, основал Фонд по восстановлению порушенных святынь. Благодаря фонду появилась возможность выразить своё неравнодушие к судьбе разрушенных храмов у многих благотворителей Подмосковья и других регионов, а сотни порушенных святынь получили надежду на возрождение.
1 февраля 2017 года решением Священного синода назначен председателем организационного комитета по реализации программы общецерковных мероприятий к 100-летию начала эпохи гонений на Русскую православную церковь.

## Почисление на покой
13 апреля 2021 года состоялось заседание Священного синода, на котором по предложению патриарха Кирилла было принято решение о разделе на 5 епархий Московской областной епархии, управление которой осуществлял митрополит Ювеналий как «Патриарший Наместник на правах епархиального архиерея» (Устав РПЦ, Глава IV. Патриарх Московский и всея Руси), и образовании Московской митрополии со включением в неё пяти новообразованных епархий. Митрополит Ювеналий назначался епархиальным архиереем Коломенской епархии с усвоением «прав по управлению Московской митрополией с полномочиями, определяемыми Уставом Русской Православной Церкви».
На следующий день, 14 апреля, митрополит Ювеналий подал на имя патриарха Кирилла рапорт, прося «почислить в заштат», а также прося предоставить ему для совершения богослужений храм Петра и Павла в Лефортове. Сообщение на официальном сайте РПЦ от 14 апреля извещало, что «митрополит Крутицкий и Коломенский Ювеналий подал <…> прошение о почислении на покой по состоянию здоровья». 15 апреля состоялось специальное заседание Священного синода в удалённом формате, на котором «члены Синода постановили удовлетворить прошение Преосвященного митрополита Ювеналия о почислении его на покой, выразив ему глубокую и искреннюю благодарность за достойно понесённые в течение шести десятилетий многотрудные обязанности на разных поприщах церковного служения», местом пребывания его на покое определялся город Москва (без определения храма для богослужений).
19 апреля 2021 года патриарх Кирилл удовлетворил просьбу митрополита Ювеналия предоставить ему для богослужений храм апостолов Петра и Павла в Лефортове.
19 июля 2023 года принял участие в прошедшем в Свято-Троицкой Сергиевой лавре архиерейском совещании Русской православной церкви, заседая в президиуме.

## Награды

### Церковные
- Орден Святого равноапостольного великого князя Владимира I и II степени
- Орден Святителя Алексия, митрополита Московского I степени[18]
- Орден Преподобного Сергия Радонежского I степени
- Орден Преподобного Серафима Саровского I степени[19]
- Орден Святого благоверного князя Даниила Московского I степени
- Орден Святителя Иннокентия I и II степени
- Орден Святого Апостола и Евангелиста Марка (Александрийской православной церкви)
- Орден Святых Апостолов Петра и Павла (Антиохийской православной церкви)
- Великий Крест ордена Гроба Господня (Иерусалимской православной церкви)
- Орден Святой равноапостольной Нины I степени (Грузинской православной церкви)
- Два ордена Святых равноапостольных Кирилла и Мефодия I степени (Болгарской православной церкви)
- Орден Святого преподобного Иоанна Рыльского (Болгарской православной церкви)
- Орден Святой равноапостольной Марии Магдалины (Польской православной церкви)
- Орден Святых равноапостольных Кирилла и Мефодия I, II и III степени (Чехословацкой православной церкви)
- Орден Святого Агнца (Финской православной церкви)
- Орден Святой великомученицы Екатерины (Синайской православной церкви)
- Медаль Святого апостола Павла (Элладской православной церкви)
- Патриарший знак «700-летие преподобного Сергия Радонежского» (18 июля 2014)[20]
- Медаль Святителя Марка Ефесского І степени (19 мая 2016, отдел внешних церковных связей Московского патриархата)[21].
- Право ношения двух панагий (1976)
- Право преднесения креста (2010)

### Светские

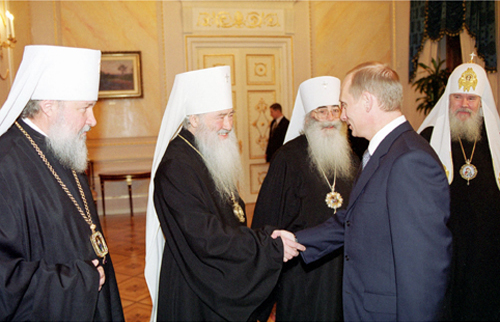
Владимир Путин на встрече с постоянными членами Священного Синода РПЦ во главе с Патриархом Московским и всея Руси Алексием II (справа) и митрополитом Смоленским и Калининградским Кириллом, митрополитом Коломенским и Крутицким Ювеналием и митрополитом Санкт-Петербургским и Ладожским Владимиром (слева направо).

- Орден «За заслуги перед Отечеством» I степени (21 сентября 2020 года) — за большой вклад в развитие духовных и культурных традиций, укрепление мира и согласия между народами[22] (вручён 20 декабря 2022 года[23])
- Орден «За заслуги перед Отечеством» II степени (15 февраля 2016 года) — за большой вклад в развитие духовных и культурных связей, активную просветительскую деятельность[24]
- Орден «За заслуги перед Отечеством» III степени (20 сентября 2010 года) — за большой вклад в развитие духовно-нравственных традиций и активную просветительскую деятельность[25]
- Орден «За заслуги перед Отечеством» IV степени (10 апреля 2006 года) — за большой вклад в развитие духовных и культурных традиций[26][27]
- Орден Александра Невского (16 апреля 2025 года) — за большой вклад в восстановление объектов духовного и культурного наследия, имеющих важное государственное и историческое значение[28]
- Орден Почёта (11 августа 2000 года) — за большой вклад в укрепление гражданского мира и возрождение духовно-нравственных традиций[29]
- Орден Дружбы (2019 год)[30]
- Орден Дружбы народов (20 сентября 1985 года) — за патриотическую деятельность в защиту мира и в связи с пятидесятилетием со дня рождения[31]
- Орден «За заслуги» III степени (Украина, 27 июля 2013 года) — за значительный личный вклад в развитие духовности, многолетнюю плодотворную церковную деятельность и по случаю празднования на Украине 1025-летия крещения Киевской Руси[32]
- Почётная грамота Президиума Верховного Совета РСФСР (3 июня 1988 года) — за активную миротворческую деятельность и в связи с 1000-летием крещения Руси[33]
- Орден Ивана Калиты (22 сентября 2010 года)[34]
- Знак отличия «За заслуги перед Московской областью» (24 мая 2007 года)[35]
- Знак «За заслуги перед Московской областью» I степени (1 октября 2015 года)[36]
- Знак Губернатора Московской области «За полезное» (26 декабря 2005 года) — за большой вклад в развитие духовно-нравственных традиций в связи с 40-летием епископского служения[34]
- Юбилейный нагрудный знак Московской областной думы «25 лет Московской областной думе» (22 ноября 2018 года)[37]
- Почётный знак «За заслуги перед Еврейской автономной областью» (21 сентября 2005 года)[34]
- Медаль «В память 850-летия Москвы»
- Серебряная медаль «За укрепление уголовно-исполнительной системы» (Минюст России, 2002 год)[38]
- Крест Спецстроя России «За отличие в службе» (17 июня 2006 года, Федеральное агентство специального строительства)[34]
- Орден «Вифлеемская звезда» (Императорское православное палестинское общество, 2015 год)[39]
- Почётный гражданин Зарайска и Зарайского муниципального района (2013)[40]
- Почётный гражданин города Подольска (2000 год)
- Почётный гражданин Московской области (3 июня 2002 года)[41]
- Почётный гражданин города Коломны (2002 год)
- Почётный гражданин города Дмитрова (2004 год)
- Почётный гражданин Подольского района (2004 год)
- Почётный гражданин города Видное (2007 год)
- Почётный гражданин города Егорьевска (2013 год)
- Почётный гражданин города Чехова (2020)[42]
- Почётный гражданин Ленинского района Московской области (8 сентября 2007 года)[34]
- Почётная грамота администрации Московской области (1995 год)[34]
- Почётная грамота Министерства образования и науки Российской Федерации (14 ноября 2011 года)[34]

## Публикации
- Встреча молодых христиан Европы в Лозанне // Журнал Московской Патриархии. М., 1960. — № 10. — С. 63-70.
- Третья Христианская мирная конференция в Праге // Журнал Московской Патриархии. М., 1960. — № 10. — С. 27-32.
- Христианская мирная конференция молодёжи в Праге // Журнал Московской Патриархии. М., 1960. — № 11. — С. 35-40.
- Доклад [на Всемирном Общехристианском конгрессе в защиту мира] // Журнал Московской Патриархии. М., 1961. — № 8. — С. 55-58.
- Встреча представителей Русской Православной Церкви с участниками Всемирного форума молодёжи // Журнал Московской Патриархии. М., 1961. — № 9. — С. 27-28.
- Объединённое коммюнике о визите Русской Православной Церкви к Церкви Братьев в Соединённых Штатах Америки // Журнал Московской Патриархии. М., 1963. — № 10. — С. 35-36 (в соавторстве с А. Буевским, Норманом Бокером и Гарольдом Рау).
- Из жизни Русской Духовной Миссии в Иерусалиме // Журнал Московской Патриархии. М., 1964. — № 2. — С. 20-22.
- Из жизни Русской Духовной Миссии в Иерусалиме // Журнал Московской Патриархии. М., 1964. — № 6. — С. 15-20.
- О завершительной стадии Второго Ватиканского Собора // Журнал Московской Патриархии. М., 1966. — № 3. — С. 62-70.
- Речь на приёме в честь участников Консультации 23 апреля 1966 года // Журнал Московской Патриархии. М., 1966. — № 5. — С. 39-40.
- Речь при открытии Консультации 20 апреля 1966 года // Журнал Московской Патриархии. М., 1966. — № 5. — С. 34-39.
- Председателю Отдела внешних церковных сношений Московского Патриархата митрополиту Никодиму [телеграмма патриарших общин в Финляндии] // Журнал Московской Патриархии. М., 1967. — № 5. — С. 7-8. (с протоиереем Борисом Павинским и протоиереем Георгием Павинским)
- Святейшему Патриарху Московскому и всея Руси Алексию [телеграмма патриарших общин в Финляндии] // Журнал Московской Патриархии. М., 1967. — № 5. — С. 7. (с протоиереем Борисом Павинским и протоиереем Георгием Павинским)
- Телеграмма патриарших общин в Финляндии Президенту Финляндской республики г-ну Урхо Кекконену // Журнал Московской Патриархии. М., 1967. — № 5. — С. 8. (с протоиереем Борисом Павинским и протоиереем Георгием Павинским)
- Речь, произнесённая 9 апреля 1968 года в Доме дружбы на митинге по случаю убийства пастора Мартина Лютера Кинга // Журнал Московской Патриархии. М., 1968. — № 5. — С. 7-8.
- Роль Кипрской Православной Церкви в национально-освободительном движении киприотов до провозглашения Республики // Журнал Московской Патриархии. М., 1969. — № 3. — С. 39-46.
- Конференция католических епископов США, Отдел «Всемирная справедливость и мир», США, Ювеналий, епископ (СССР). Заявление о Консультации «Христианская озабоченность об ограничении и сокращении вооружений» // Журнал Московской Патриархии. М., 1969. — № 11. — С. 34-35. (с Робертом С. Билхеймером, и Марвином Борделоном)
- Снова на Кипре [радиовыступление] // Журнал Московской Патриархии. М., 1970. — № 1. — С. 13-14.
- Ювеналий, епископ Тульский и Белёвский, заместитель председателя ОВЦС МП, Джон Д. Догерти, епископ Котенский, вице-председатель Департамента по международным делам Католической Конференции США. Заявление о Второй консультации представителей христианских Церквей СССР и США // Журнал Московской Патриархии. М., 1970. — № 11. — С. 37-39.
- Епископу Николаю Можайскому [поздравление к празднику равноапостольного Николая Японского] // Журнал Московской Патриархии. М., 1971. — № 4. — С. 9.
- Митрополиту Владимиру Токийскому и всей Японии [поздравление к празднику равноапостольного Николая Японского] // Журнал Московской Патриархии. М., 1971. — № 4. — С. 9.
- Проповедь на экуменическом богослужении в Севилье 16 июня 1971 года // Журнал Московской Патриархии. М., 1971. — № 8. — С. 58.
- Речь [на открытии сессии Рабочего Комитета Христианской Мирной Конференции в Москве] // Журнал Московской Патриархии. М., 1973. — № 5. — С. 35-36.
- Совместное коммюнике о третьих собеседованиях между представителями Римско-Католической и Русской Православной Церквей // Журнал Московской Патриархии. М., 1973. — № 7. — С. 57-59. (с Анджело Иннокентием Фернандесом)
- Доклад [на III богословском собеседовании между представителями Русской Православной и Римско-Католической Церквей] // Журнал Московской Патриархии. М., 1973. — № 8. — С. 60-62.
- Доклад на заседании КОПРа 25 мая 1973 года // Журнал Московской Патриархии. М., 1973. — № 8. — С. 38-43.
- Блаженнейшему Архиепископу Макарию [поздравление в связи с Днём Независимости Кипрской Республики] // Журнал Московской Патриархии. М., 1973. — № 11. — С. 4.
- Его Святейшеству Абуне Теофилосу [благодарность за гостеприимство во время визита в Эфиопию] // Журнал Московской Патриархии. М., 1974. — № 2. — С. 4.
- Епископу Самуилу [благодарность за гостеприимство во время визита в Эфиопию] // Журнал Московской Патриархии. М., 1974. — № 2. — С. 4.
- Письмо г-же Ноуэлл Джонсон // Журнал Московской Патриархии. М., 1974. — № 3. — С. 40.
- Коммюнике богословского собеседования между представителями Союза Евангелических Церквей в ГДР и Русской Православной Церкви // Журнал Московской Патриархии. М., 1974. — № 9. — С. 59-60. (с Вернером Круше)
- Выступление на встрече религиозных участников Второй Ассамблеи за безопасность и сотрудничество в Льеже 29 апреля 1975 года // Журнал Московской Патриархии. М., 1975. — № 7. — С. 32-33.
- Обращение к участникам заседания Комиссии ВСЦ (Троице-Сергиева Лавра, 11 июня 1975 года) // Журнал Московской Патриархии. М., 1975. — № 8. — С. 72.
- Блаженнейшему Архиепископу Макарию, Президенту Республики Кипр [поздравление по поводу 15-летия независимости Республики Кипр] // Журнал Московской Патриархии. М., 1975. — № 12. — С. 3.
- Д-ру Уильяму Виссерт-Хуфту, почётному президенту ВСЦ [поздравление по случаю его 75-летия] // Журнал Московской Патриархии. М., 1975. — № 12. — С. 5.
- Святейшему Вазгену Первому, Верховному Патриарху-Католикосу всех армян [поздравление с 20-летием интронизации Главы Армянской Церкви] // Журнал Московской Патриархии. М., 1975. — № 12. — С. 4.
- Святейшему Патриарху Герману [поздравление по поводу 800-летнего юбилея св. Саввы Сербского] // Журнал Московской Патриархии. М., 1975. — № 12. — С. 3.
- Его Блаженству Католикосу Востока Блаженнейшему Моран Мар Василию Матфею [поздравление с избранием на престол Католикоса Востока] // Журнал Московской Патриархии. М., 1976. — № 1. — С. 8.
- Доклад [на расширенном заседании Подготовительного комитета Всемирной конференции: Религиозные деятели за прочный мир, разоружение и справедливые отношения между народами] // Журнал Московской Патриархии. М., 1976. — № 6. — С. 42-46.
- Его Превосходительству д-ру Уильяму Толберту, Президенту Республики Либерия и президенту Либерийской баптистской миссионерской и образовательной конвенции // Журнал Московской Патриархии. М., 1976. — № 6. — С. 48.
- Доклад на торжественном заседании 7 мая 1976 года // Журнал Московской Патриархии. М., 1976. — № 7. — С. 17-21.
- Доклад на заседании [Международного подготовительного комитета Всемирной конференции: Религиозные деятели за прочный мир, разоружение и справедливые отношения между народами] 28 сентября 1976 года // Журнал Московской Патриархии. М., 1977. — № 1. — С. 44-48.
- Доклад на заседании [Международного подготовительного] Комитета 15 марта 1977 года // Журнал Московской Патриархии. М., 1977. — № 5. — С. 39-42.
- Епископу Выборгскому Кириллу через протоиерея Бориса Павинского [поздравление Патриаршим общинам в Финляндии по случаю их пятидесятилетнего юбилея] // Журнал Московской Патриархии. М., 1977. — № 6. — С. 7.
- Ответное послание д-ру Курту Вальдхайму [участников конференции «Религиозные деятели за прочный мир, разоружение и справедливые отношения между народами», Москва, 6-10 июня 1977 года] // Журнал Московской Патриархии. М., 1977. — № 8. — С. 33.
- Выступление при открытии Конференции [«Религиозные деятели за прочный мир, разоружение и справедливые отношения между народами», Москва, 6-10 июня 1977 года] 6 июня 1977 года // Журнал Московской Патриархии. М., 1977. — № 8. — С. 28-29.
- Приветственное послание юбилейному конгрессу Общества «Кипр-СССР», посвящённому 60-й годовщине Великого Октября // Журнал Московской Патриархии. М., 1977. — № 8. — С. 5.
- Коммюнике о визите делегации Епископальной Церкви в США Русской Православной Церкви и о богословском собеседовании между представителями обеих Церквей // Журнал Московской Патриархии. М., 1977. — № 10. — С. 60-61. (с Аллином М. Джоном)
- Блаженнейшему Иустину, Патриарху Румынскому [поздравление с избранием на Патриарший престол] // Журнал Московской Патриархии. М., 1977. — № 10. — С. 2.
- Священному Синоду Кипрской Православной Церкви [телеграмма соболезнования в связи с кончиной Архиепископа Кипрского Макария] // Журнал Московской Патриархии. М., 1977. — № 10. — С. 3.
- Его Святейшеству Папе Павлу VI [поздравление в связи с 80-летием] // Журнал Московской Патриархии. М., 1977. — № 11. — С. 5.
- Пробсту Эдгару Харку [соболезнование в связи с кончиной Предстоятеля Евангелическо-Лютеранской Церкви Эстонии Архиепископа Альфреда Тооминга] // Журнал Московской Патриархии. М., 1977. — № 12. — С. 57.
- Его Блаженству, Блаженнейшему Феодосию, Архиепископу Нью-Йоркскому, Митрополиту всей Америки и Канады [поздравление с избранием Предстоятелем Автокефальной Православной Церкви в Америке] // Журнал Московской Патриархии. М., 1977. — № 12. — С. 8.
- Архиепископу Филадельфийскому и Пенсильванскому Киприану [извещение о канонизации святителя Иннокентия] // Журнал Московской Патриархии. М., 1978. — № 1. — С. 9.
- Его Блаженству, Блаженнейшему Хризостому, Архиепископу Новой Юстинианы и всего Кипра [поздравление по случаю избрания на Первосвятительский престол Кипрской Православной Церкви] // Журнал Московской Патриархии. М., 1978. — № 1. — С. 10.
- Епископу Иринею [поздравление с 75-летием храма во имя Святителя Николая в Нью-Йорке] // Журнал Московской Патриархии. М., 1978. — № 1. — С. 26.
- Патриаршему Местоблюстителю Митрополиту Илии [соболезнование в связи с кончиной Предстоятеля Грузинской Церкви Давида Пятого] // Журнал Московской Патриархии. М., 1978. — № 1. — С. 25.
- Блаженнейшему Папе и Патриарху Александрийскому и всей Африки Николаю VI [поздравление с днём тезоименитства] // Журнал Московской Патриархии. М., 1978. — № 3. — С. 2.
- Послание Специальной сессии Генеральной Ассамблеи ООН по разоружению // Журнал Московской Патриархии. М., 1978. — № 8. — С. 65-66.
- [Соболезнования в связи с кончиной Папы Павла VI] // Журнал Московской Патриархии. М., 1978. — № 10. — С. 3.
- Архиепископу Карельскому и всей Финляндии Павлу [приветствие по случаю 60-летия Финляндской православной духовной семинарии] // Журнал Московской Патриархии. М., 1978. — № 11. — С. 5.
- Его Святейшеству Папе Римскому Иоанну Павлу I [поздравление с избранием на Римский престол] // Журнал Московской Патриархии. М., 1978. — № 11. — С. 2-3.
- Епископу Серпуховскому Иринею [поздравление с 80-летием православного храма в Гарфилде, США] // Журнал Московской Патриархии. М., 1978. — № 11. — С. 4.
- Его Высокопреосвященству архиепископу Рамону Торрелья, вице-президенту Секретариата по содействию христианскому единству [соболезнование по случаю кончины Папы Иоанна Павла I] // Журнал Московской Патриархии. М., 1978. — № 12. — С. 8.
- Его Высокопреосвященству кардиналу Иоанну Виллебрандсу [соболезнование по случаю кончины Папы Иоанна Павла I] // Журнал Московской Патриархии. М., 1978. — № 12. — С. 8.
- Его Высокопреосвященству кардиналу-камерленго Иоанну Вилло [соболезнование по случаю кончины Папы Иоанна Павла I] // Журнал Московской Патриархии. М., 1978. — № 12. — С. 8.
- Его Святейшеству Святейшему Иоанну Павлу II, Папе Римскому [поздравление с избранием на Римский престол] // Журнал Московской Патриархии. М., 1978. — № 12. — С. 9.
- Архиепископу Мелхиседеку [приветствие по случаю 65-летия храма-памятника в Лейпциге] // Журнал Московской Патриархии. М., 1979. — № 2. — С. 8.
- Высокопреосвященному митрополиту Киевскому и Галицкому Филарету, председателю Комитета продолжения работы ХМК [приветствие участникам заседания Президиума Христианской Мирной Конференции (Киев, 6-8 декабря 1978 года)] // Журнал Московской Патриархии. М., 1979. — № 2. — С. 40.
- Святейшему Католикосу-Патриарху всей Грузии Илии II [поздравление с избранием его президентом ВСЦ] // Журнал Московской Патриархии. М., 1979. — № 3. — С. 3.
- Высокопреосвященному Митрополиту Феодосию [поздравление в день памяти святого Архиепископа Японского Николая] // Журнал Московской Патриархии. М., 1979. — № 4. — С. 8.
- Слово на отпевании митрополита Никодима [(Ротова)] // Журнал Московской Патриархии. М., 1979. — № 4. — С. 33-34.
- Его Высокопреосвященству, Высокопреосвященнейшему Филарету, митрополиту Киевскому и Галицкому, Патриаршему Экзарху всей Украины, председателю филиала Отдела внешних церковных сношений при Украинском Экзархате, постоянному члену Священного Синода [поздравление с 50-летием и наградами] // Журнал Московской Патриархии. М., 1979. — № 4. — С. 5.
- Высокопреосвященному архиепископу Августину Казароли [соболезнование по случаю кончины кардинала Иоанна Вийо] // Журнал Московской Патриархии. М., 1979. — № 5. — С. 63.
- Высокопреосвященному кардиналу Карло Конфалоньери, декану Священной коллегии кардиналов [соболезнование по случаю кончины кардинала Иоанна Вийо] // Журнал Московской Патриархии. М., 1979. — № 5. — С. 63.
- Его Высокопреосвященству, Высокопреосвященнейшему Алексию, митрополиту Таллинскому и Эстонскому, управляющему делами Московской Патриархии, председателю Учебного комитета при Священном Синоде, постоянному члену Священного Синода Русской Православной Церкви [поздравление с 50-летием] // Журнал Московской Патриархии. М., 1979. — № 5. — С. 10-11.
- Блаженнейшему Дорофею, Митрополиту Пражскому и всей Чехословакии [выражение радости по случаю открытию Подворья Русской Православной Церкви в Карловых Варах] // Журнал Московской Патриархии. М., 1979. — № 6. — С. 5.
- Блаженнейшему Феодосию, Архиепископу Нью-Йоркскому, Митрополиту всей Америки и Канады [поздравление с 100-летием со дня блаженной кончины святителя Иннокентия Московского] // Журнал Московской Патриархии. М., 1979. — № 6. — С. 4.
- Доклад [на консультации представителей Церквей из СССР и США по разоружению] // Журнал Московской Патриархии. М., 1979. — № 6. — С. 33-40.
- Выступление [на Пятой Генеральной конференции буддистов за мир (16-19 июля 1979 года, Улан-Батор, МНР)] // Журнал Московской Патриархии. М., 1979. — № 8. — С. 51.
- Епископу Иринею [поздравление с 75-летием Свято-Варваринской общины в Эдмонтоне] // Журнал Московской Патриархии. М., 1979. — № 8. — С. 10.
- Местоблюстителю Антиохийского Патриаршего престола митрополиту Триполийскому Илии [соболезнование по поводу кончины Илии IV, Патриарха Антиохийского и всего Востока] // Журнал Московской Патриархии. М., 1979. — № 8. — С. 7.
- Его Блаженству, Блаженнейшему Игнатию, Патриарху Великой Антиохии и всего Востока [поздравление с избранием на престол Антиохийской Православной Церкви] // Журнал Московской Патриархии. М., 1979. — № 9. — С. 3.
- Métr. de Kroutitzy et Kolomna. Lettre… au Cardinal Willebrands (4.9.1979) [Письмо кардиналу Виллебрандсу по поводу письма папы Иоанна Павла II] // Вестник Русского Западно-Европейского Патриаршего Экзархата. М., 1979. — № 101—104. — С. 11-12.
- Высокопреосвященнейшему митрополиту Ленинградскому и Новгородскому Антонию [поздравление с началом работы филиала ОВЦС в Ленинграде] // Журнал Московской Патриархии. М., 1979. — № 10. — С. 5.
- Его Высокопреподобию архимандриту Иеремии, игумену монастыря святого великомученика и целителя Пантелеимона на Святой Горе Афон [поздравление с избранием его игуменом] // Журнал Московской Патриархии. М., 1979. — № 10. — С. 4.
- Слово, произнесённое 4 сентября 1979 года на заупокойном богослужении в Успенском храме Новодевичьего монастыря [в связи с годовщиной кончины митрополита Никодима (Ротова)] // Журнал Московской Патриархии. М., 1979. — № 12. — С. 25-27.
- Слово, произнесённое 5 сентября 1979 года в Троицком соборе в Ленинграде [в связи с годовщиной кончины митрополита Никодима (Ротова)] // Журнал Московской Патриархии. М., 1979. — № 12. — С. 29-30.
- Его Высокопреосвященству, Высокопреосвященнейшему Геннадию, Старообрядческому Архиепископу Новозыбковскому, Московскому и всея Руси древле-православных христиан-старообрядцев [поздравление с избранием его Предстоятелем Старообрядческой Церкви] // Журнал Московской Патриархии. М., 1980. — № 2. — С. 8.
- Речь при вручении ему диплома доктора богословия Прешовского богословского факультета 20 ноября 1979 года // Журнал Московской Патриархии. М., 1980. — № 3. — С. 43-47.
- Досточтимому М. Уильяму Говарду, Президенту Национального Совета Церквей Христа США [телеграмма по случаю годовщины принятия заявления «Изберите жизнь»] // Журнал Московской Патриархии. М., 1980. — № 5. — С. 42.
- Слово в Пасхальную ночь после заутрени (произнесено в Успенском храме Новодевичьего монастыря) // Журнал Московской Патриархии. М., 1980. — № 6. — С. 28-30.
- Высокопреосвященному Митрополиту Феодосию (к 10-летию автономии Японской Православной Церкви) // Журнал Московской Патриархии. М., 1980. — № 7. — С. 26.
- Святейшему Папе Иоанну Павлу II [поздравление с 60-летием] // Журнал Московской Патриархии. М., 1980. — № 7. — С. 29.
- Преосвященному епископу Можайскому Николаю (к 10-летию автономии Японской Православной Церкви) // Журнал Московской Патриархии. М., 1980. — № 7. — С. 26.
- Блаженнейшему Дорофею, Митрополиту Пражскому и всей Чехословакии [поздравление с тезоименитством] // Журнал Московской Патриархии. М., 1980. — № 8. — С. 3.
- Епископу Ладожскому Марку [поздравление с 70-летием] // Журнал Московской Патриархии. М., 1980. — № 8. — С. 4.
- Д-ру Иоханнесу Ханзельману, земельному епископу Евангелическо-Лютеранской Церкви в Баварии [поздравление с 450-летием Аугсбургского исповедания] // Журнал Московской Патриархии. М., 1980. — № 8. — С. 57.
- Речь [на праздничном обеде по случаю 70-летия Святейшего Патриарха Пимена] // Журнал Московской Патриархии. М., 1980. — № 9. — С. 30-31.
- Христос есть мир наш (совместное коммюнике встречи представителей Церквей в СССР и в США, Женева, 22-25 августа 1980 года) // Журнал Московской Патриархии. М., 1980. — № 10. — С. 38-39. (с Рэндаллом Клером)
- Епископу Юлиану Вайводсу [поздравление с 85-летием] // Журнал Московской Патриархии. М., 1980. — № 11. — С. 58.
- Слово на чествовании почётного президента ВСЦ [поздравление д-ра Виссерт-Уфта по случаю его 80-летия] // Журнал Московской Патриархии. М., 1980. — № 11. — С. 4.
- Пастору д-ру Ришару Андриамандзату [поздравление с награждением орденом Дружбы народов] // Журнал Московской Патриархии. М., 1980. — № 11. — С. 34.
- Выступление на заседании комиссии «Европейская безопасность и сотрудничество» Всемирного парламента народов за мир [София, 23-27 сентября 1980 года] // Журнал Московской Патриархии. М., 1980. — № 12. — С. 46-47.
- Слово в Богоявленском соборе в г. Коломне 14 сентября 1980 года (по случаю празднования 600-летия победы на Куликовом поле) // Журнал Московской Патриархии. М., 1980. — № 12. — С. 12-13.
- Слово в Успенском храме в г. Богородицке Тульской епархии 17 сентября 1980 года (по случаю празднования 600-летия победы на Куликовом поле) // Журнал Московской Патриархии. М., 1980. — № 12. — С. 13-14.
- Его Святейшеству Патриарху Московскому и всея Руси Пимену [благодарность за приветствие участникам IV собеседования представителей Русской Православной Церкви и «Пакс Кристи интернационалис» (Загорск, 2-6 октября 1980 года)] // Журнал Московской Патриархии. М., 1981. — № 1. — С. 34. (с Луиджи Беттацци)
- IV собеседование представителей Русской Православной Церкви и «Пакс Кристи интернационалис» (Загорск, 2-6 октября 1980 года): коммюнике // Журнал Московской Патриархии. М., 1981. — № 1. — С. 35-38. (с Луиджи Беттацци и Альфриником Бернардом)
- Блаженнейшему Патриарху Игнатию IV [поздравление с тезоименитством] // Журнал Московской Патриархии. М., 1981. — № 2. — С. 12.
- Епископу Иринею [приветствие в связи с III съездом духовенства и мирян Патриарших приходов в США] // Журнал Московской Патриархии. М., 1981. — № 2. — С. 11.
- Местоблюстителю Иерусалимского Патриаршего Престола Митрополиту Петрскому Герману [соболезнование по поводу кончины Патриарха Иерусалимского Венедикта I] // Журнал Московской Патриархии. М., 1981. — № 2. — С. 2.
- Святейшему Патриарху Илии II [поздравление с днём интронизации Католикоса-Патриарха всей Грузии Илии II] // Журнал Московской Патриархии. М., 1981. — № 3. — С. 2.
- Блаженнейшему Патриарху Диодору [поздравление c избранием Патриархом Иерусалимским] // Журнал Московской Патриархии. М., 1981. — № 4. — С. 4.
- Архиепископу д-ру Янису Матулису [поздравление с 70-летием] // Журнал Московской Патриархии. М., 1981. — № 5. — С. 12.
- Выступление на IV Всесоюзной конференции Союза советских обществ дружбы и культурной связи с зарубежными странами // Журнал Московской Патриархии. М., 1981. — № 6. — С. 49-50.
- Высокопреосвященнейшему митрополиту Киевскому и Галицкому Филарету, председателю КОПРа ХМК [приветственное послание участникам заседания Рабочего комитета ХМК в Киеве (28 марта — 1 апреля 1981)] // Журнал Московской Патриархии. М., 1981. — № 6. — С. 42.
- Доклад на экуменическо-православной консультации (София, 23-31 мая 1981 года) // Журнал Московской Патриархии. М., 1981. — № 9. — С. 56-62.
- Слово [о митрополите Никодиме (Ротове) по случаю трёх лет со дня его кончины] // Журнал Московской Патриархии. М., 1982. — № 2. — С. 19-20.
- Обращение собрания клира и мирян Московской епархии 15 июня 1982 года к Его Святейшеству, Святейшему Пимену, Патриарху Московскому и всея Руси // Журнал Московской Патриархии. М., 1982. — № 9. — С. 37.
- Обращение собрания клира и мирян Московской епархии 15 июня 1982 года к председателю Второй специальной сессии Генеральной Ассамблеи ООН по разоружению г-ну послу Исмату Киттани // Журнал Московской Патриархии. М., 1982. — № 9. — С. 37.
- Мир можно обеспечить только общими усилиями // Журнал Московской Патриархии. М., 1983. — № 1. — С. 50-51.
- Генеральному секретарю Организации Объединённых Наций д-ру Хавиеру Пересу де Куэльяру [телеграмма собрания представителей религиозной общественности Москвы и Московской области 26 октября 1982 года] // Журнал Московской Патриархии. М., 1983. — № 1. — С. 52-53.
- Мир можно обеспечить только общими усилиями // Журнал Московской Патриархии. М., 1983. — № 2. — С. 65-67.
- Ответное послание Его Святейшеству, Святейшему Пимену, Патриарху Московскому и всея Руси [участников V собеседования представителей Русской Православной Церкви и «Пакс Кристи интернационалис» (Антверпен 5-9 апреля 1983 года)] // Журнал Московской Патриархии. М., 1983. — № 6. — С. 55. (с Луиджи Беттацци)
- К образованию новой комиссии Советского комитета защиты мира // Журнал Московской Патриархии. М., 1984. — № 3. — С. 47-48.
- Межрелигиозный вклад в решение ближневосточных проблем // Журнал Московской Патриархии. М., 1985. — № 4. — С. 59-60; № 5. — С. 51-54.
- Выступление на трапезе в день 75-летия Святейшего Патриарха Пимена 23 июля 1985 года // Журнал Московской Патриархии. М., 1985. — № 11. — С. 25-26.
- Коммюнике [IV собеседования представителей Русской Православной Церкви и «Пакс Кристи интернационалис» (Одесса, 15-18 ноября 1985 года)] // Журнал Московской Патриархии. М., 1986. — № 3. — С. 42-44. (c Луиджи Беттацци)
- Ответное послание Его Святейшеству Святейшему Пимену, Патриарху Московскому и всея Руси [участников IV собеседования представителей Русской Православной Церкви и «Пакс Кристи интернационалис» (Одесса, 15-18 ноября 1985 года)] // Журнал Московской Патриархии. М., 1986. — № 3. — С. 41-42. (c Луиджи Беттацци)
- Интервью советскому телевидению в Новодевичьем монастыре в Москве // Журнал Московской Патриархии. М., 1986. — № 11. — С. 49.
- Слово на собрании представителей синодальных учреждений, клириков и мирян г. Москвы, посвящённого миру и разоружению (Москва, 29 августа 1986 года) // Журнал Московской Патриархии. М., 1986. — № 11. — С. 47-48.
- Вступительный доклад на международном форуме «За безъядерный мир, за выживание человечества» (Москва, 14-16 февраля 1987 года) // Журнал Московской Патриархии. М., 1987. — № 5. — С. 37-39.
- Слово в Успенском храме Новодевичьего монастыря // Журнал Московской Патриархии. М., 1987. — № 5. — С. 50-52.
- Выступление на 24-й сессии Генеральной конференции ЮНЕСКО // Журнал Московской Патриархии. М., 1988. — № 3. — С. 42-43.
- О канонизации святых // Журнал Московской Патриархии. М., 1990. — № 2. — С. 6-8.
- Из приветственного слова 8 января 1992 года // Журнал Московской Патриархии. М., 1992. — № 4. — С. 4 (2 паг.).
- Слово, произнесённое при поздравлении Святейшего Патриарха Московского и всея Руси Алексия II с праздником Пасхи Христовой (Богоявленский собор, г. Москва, 27 апреля 1992 года) // Журнал Московской Патриархии. М., 1992. — № 7. — С. IV.
- Коммюнике в связи с переговорами представителей Церкви Англии и Русской Православной Церкви (Каддесдон Хаус, близ Оксфорда, Великобритания, 11-14 мая 1992 года) // Журнал Московской Патриархии. М., 1992. — № 10. — С. XIV. (епископом Оксфордским Ричардом)
- Из поздравительного слова Святейшему Патриарху Алексию в Богоявленском соборе; 8 января 1993 года // Официальная хроника. Журнал Московской Патриархии. М., 1993. — № 2. — С. 3-4.
- Послание священнослужителям и пастве Московской епархии [о запрещённом в служении архимандрите Адриане (Старине), Ногинск, Московская область] // Официальная хроника. Журнал Московской Патриархии. М., 1993. — № 2. — С. 39.
- Приветствие при поздравлении Святейшего Патриарха с праздником Святой Пасхи в Богоявленском соборе, 19 апреля // Официальная хроника. Журнал Московской Патриархии. М., 1993. — № 4. — С. 12.
- Из приветствия при встрече Святейшего Патриарха Алексия II в Коломне на Соборной площади, 7 июня // Официальная хроника. Журнал Московской Патриархии. М., 1993. — № 6. — С. 17.
- Из слова по окончании Божественной литургии в кафедральном Успенском соборе Коломны, 7 июня // Официальная хроника. Журнал Московской Патриархии. М., 1993. — № 6. — С. 17.
- Слово, обращённое к Его Святейшеству Святейшему Патриарху Московскому и всея Руси Алексию II перед молебном перед иконой Божией Матери Владимирской в Богоявленском кафедральном соборе города Москвы 3 октября // Официальная хроника. Журнал Московской Патриархии. М., 1993. — № 11-12. — С. 16-17.
- Слово, произнесённое перед молебном «об умиротворении» в Успенском храме Новодевичьего монастыря 26 сентября 1993 года // Официальная хроника. Журнал Московской Патриархии. М., 1993. — № 11-12. — С. 12-13.
- Слово, произнесённое по окончании Божественной литургии в Успенском соборе Новодевичьего монастыря при вручении игуменского жезла настоятельнице монастыря игуменьи Серафиме (Чёрной) 27 ноября 1994 года // Журнал Московской Патриархии. М., 1995. — № 5. — С. 37-38.
- Слово перед отпеванием Высокопреосвященного Иоанна, митрополита Санкт-Петербургского и Ладожского, в Троицком соборе Александро-Невской Лавры, 5 ноября 1995 года // Журнал Московской Патриархии. М., 1995. — № 11. — С. 56.
- Слово, произнесённое по окончании всенощного бдения в Троицком соборе Александро-Невской Лавры, 4 ноября 1995 года // Журнал Московской Патриархии. М., 1995. — № 11. — С. 55-56.
- Его Святейшеству, Святейшему Алексию II, Патриарху Московскому и всея Руси и Священному Синоду [доклад о исследовании останков Царской Семьи] // Журнал Московской Патриархии. М., 1995. — № 12. — С. 16-28
- Историко-канонические критерии в вопросе о канонизации новомучеников Русской Церкви в связи с церковными разделениями XX века // Журнал Московской Патриархии. М., 1996. — № 2. — С. 53-59.
- Поздравительное слово Святейшему Патриарху Московскому и всея Руси Алексию, произнесённое в Богоявленском кафедральном соборе г. Москвы 15 апреля 1996 года // Журнал Московской Патриархии. М., 1996. — № 4-5. — С. 22-23.
- Доклад о работе Комиссии Священного Синода по канонизации святых над вопросом о мученической кончине Царской Семьи // Журнал Московской Патриархии. М., 1996. — № 11. — С. 5-12.
- Поздравительное слово Святейшему Патриарху Московскому и всея Руси Алексию, произнесённое в Богоявленском кафедральном соборе г. Москвы 8 января 1997 года // Журнал Московской Патриархии. М., 1997. — № 2. — С. 42-43.
- Поздравительное слово Святейшему Патриарху Московскому и всея Руси Алексию по случаю Праздника Святой Пасхи // Журнал Московской Патриархии. М., 1997. — № 6. — С. 21-23.
- Доклад на Архиерейском Соборе // Журнал Московской Патриархии. М., 1997. — № 6. — С. 26-28.
- Заявление на заседании Государственной комиссии по изучению вопросов, связанных с исследованием и перезахоронением останков Российского Императора Николая II и членов его Семьи // Журнал Московской Патриархии. М., 1998. — № 4. — С. 31-32.
- Поздравительное слово Святейшему Патриарху Московскому и всея Руси Алексию по случаю Праздника Святой Пасхи // Журнал Московской Патриархии. М., 1998. — № 6. — С. 10-12.
- Поздравительное слово Святейшему Патриарху Московскому и всея Руси Алексию, произнесённое в Богоявленском кафедральном соборе Москвы 8 января 1999 года // Журнал Московской Патриархии. М., 1999. — № 2. — С. 52-53.
- Пасхальное приветствие Святейшему Патриарху Московскому и всея Руси Алексию, произнесённое митрополитом Крутицким и Коломенским Ювеналием в Богоявленском кафедральном соборе в Москве 12 апреля 1999 года // Журнал Московской Патриархии. М., 1999. — № 5. — С. 25-26.
- Выступление на юбилейном собрании Московской епархии в Государственном Кремлёвском дворце // Журнал Московской Патриархии. М., 2000. — № 2. — С. 23-26.
- Духовное образование сегодня // Рождественские чтения, 8-е. М., 2000. — С. 78-84.
- О Синодальной комиссии Русской Православной Церкви по канонизации святых // Исторический вестник. М., 2000. — № 5-6 (9-10). — С. 155—162.
- Поздравительное слово Святейшему Патриарху Московскому и всея Руси Алексию, произнесённое в Богоявленском кафедральном соборе Москвы // Журнал Московской Патриархии. М., 2000. — № 2. — С. 50-51.
- Поздравительное слово Святейшему Патриарху Московскому и всея Руси Алексию, произнесённое в Богоявленском кафедральном соборе Москвы [по случаю праздника Рождества Христова] // Журнал Московской Патриархии. М., 2001. — № 2. — С. 32-33.
- Пасхальное приветствие Святейшему Патриарху Московскому и всея Руси Алексию // Журнал Московской Патриархии. М., 2001. — № 5. — С. 16.
- Рождественское поздравление Святейшему Патриарху Московскому и всея Руси Алексию // Журнал Московской Патриархии. М., 2002. — № 2. — С. 28-29.

- Человек Церкви : К 20-летию со дня кончины и 70-летию со дня рождения Высокопреосвященнейшего митрополита Ленинградского и Новгородского Никодима, Патриаршего Экзарха Западной Европы (1929–1978). — М.: Московская Епархия, 1998. — 408 с.
  - Человек Церкви : К 20-летию со дня кончины и 70-летию со дня рождения Высокопреосвященнейшего митрополита Ленинградского и Новгородского Никодима, Патриаршего Экзарха Западной Европы (1929–1978). — 2. изд.. — М.: Московская Епархия, 1999. — 525 с.
- От сердца к сердцу : Из архипастырского проповеднического опыта. — М. : Раритет, 2002 (ОАО Тип. Новости). — 575 с. — ISBN 5-85735-143-X
- Канонизация святых в Русской Православной Церкви : XII Междунар. Рождеств. образоват. чтения «Подвиг новомучеников и исповедников Рос. и духов. возрождение Отечества», 25 янв. 2004 г., Москва. — М. : Б. и., 2004. — 16 с.
- Жизнь в церкви. — Москва : Издательство Сретенского монастыря, 2008. — 490 с. — ISBN 978-5-7533-0214-4
- Путь мой пред Тобою: к 80-летию Крутицкого и Коломенского Ювеналия (Пояркова). — Москва : Русский раритет, 2015. — 799 с. — ISBN 978-5-7034-0321-1 — 1000 экз.

- Митрополит Крутицкий Ювеналий: Обучение должно быть профессиональным, доходчивым и увлекательным // patriarchia.ru, 27 июня 2012
- Митрополит Ювеналий: В праздники по три Литургии — это разве «отход от Церкви»? // pravmir.ru, 3 апреля 2018